# Dorchester Castle
Dorchester Castle ist eine abgegangene Burg in der Stadt Dorchester in der englischen Grafschaft Dorset.
Die Motte stand im nördlichen Teil der heutigen Stadt. Von 1154 bis 1175 gehörte sie dem Earl of Cornwall und fiel 1185 an die Krone. Es scheint, dass sie um 1290 aufgegeben wurde, und es gibt Hinweise, dass ihr Mauerwerk 1309 zum Bau der Priorei Dorchester wiederverwendet wurde.
Heute gibt es keine Überreste der Burg mehr und, wo sie einst stand, erhebt sich heute das Gefängnis von Dorchester.
Die Great Western Railway hatte eine Lokomotive der Castle Class, Nr. 4090, die nach der Burg benannt war.